# Portenkirche (Fürstenzell)

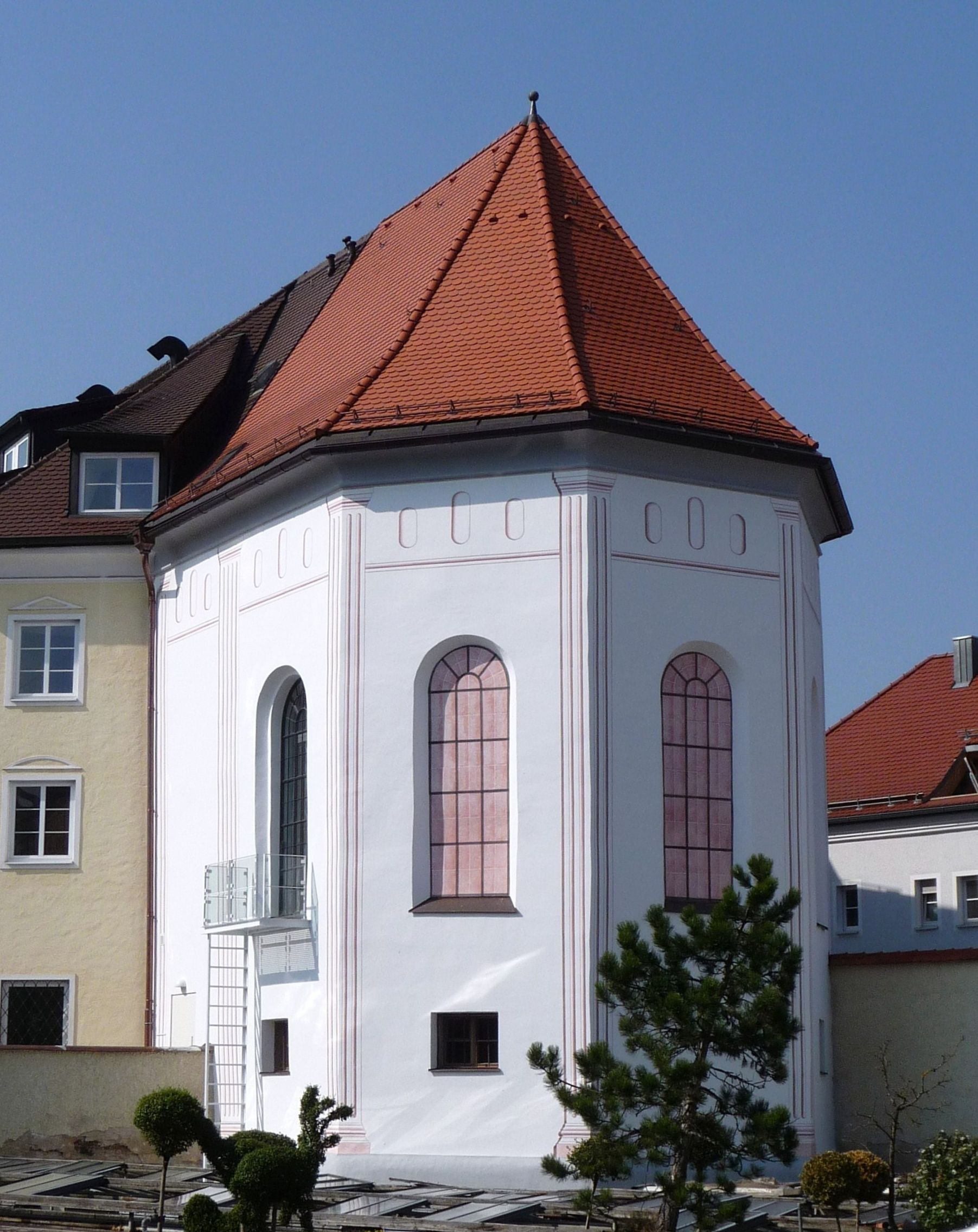
Der verbliebene Chor der ehemaligen Portenkirche Fürstenzell

Die Portenkirche Fürstenzell ist eine ehemals zum Kloster Fürstenzell in Fürstenzell gehörige Kirche.

## Geschichte
Der Ursprung der Fürstenzeller Portenkirche St. Margaretha reicht bis in das 13. Jahrhundert zurück. Sie ist typischer Bestandteil einer hochmittelalterlichen Klosteranlage der Zisterzienser in Ostbayern. Nach den strengen ursprünglichen Regeln des Zisterzienserordens durften Frauen die Klosterkirchen nur während der ersten acht Tage nach der Weihe betreten. Deshalb entstanden bei den alten Zisterzienserklöstern unmittelbar neben dem Tor, durch das man das Klosterareal betrat, kleine Kapellen, „Portenkapellen“ genannt, da sie neben der „porta“ – neben der Pforte – lagen, in denen für die Frauen, die weltlichen Bediensteten und die Menschen der Umgebung die heilige Messe gefeiert wurde. Solche Portenkirchen gibt es jetzt noch im benachbarten Aldersbach und im niederösterreichischen Zwettl.
Der erste Abt von Fürstenzell mit Namen Walther errichtete bereits im Jahre 1274, dem Gründungsjahr des Klosters, die Portenkirche und weihte sie der heiligen Margaratha. Der Chor der Portenkirche wurde unter Abt Johannes Schletterer, dessen Grabplatte aus rotem Marmor den Chor der Klosterkirche ziert, um 1490 erneuert und erhielt dabei seine hochaufragende polygonale Form. Auf einer Ansicht der Klosteranlage von Michael Wening (1723) ist erkennbar, dass dieser Teil das Langhaus beträchtlich überragte. Rund 50 Jahre nach der Veröffentlichung des Weningschen Kupferstiches erhielt die Portenkirche schließlich ihre endgültige Form. Der baufreudige Abt Otto Prasser, der von 1761 bis 1792 den Krummstab führte, ließ die Margarethenkapelle gänzlich umgestalten, wobei Teile der gotischen Wandarchitektur einbezogen wurden.

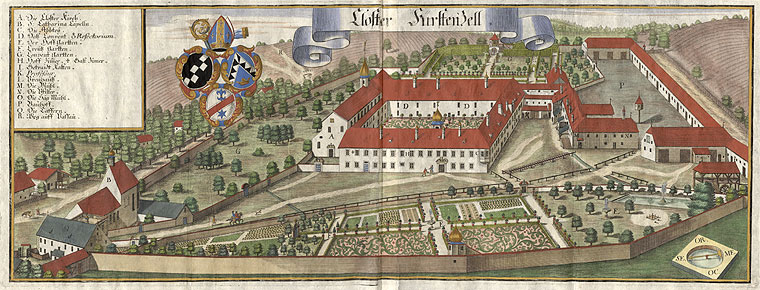
Kloster Fürstenzell auf einem Kupferstich von Michael Wening (1723). Links unten ist die Portenkirche zu sehen.

Nach der Aufhebung des Klosters im Jahre 1803 (Säkularisation) wurde die Portenkirche in die Liste der zur Versteigerung ausgeschriebenen Objekte aufgenommen. Die Altäre wurden verkauft und der Kirchenraum als Magazin für einquartierte Soldaten und später als Heustadel und Kuhstall benutzt. Damit war das Schicksal der ehemaligen Kirche besiegelt. Zwischenzeitlich war das Eigentum am Bauwerk von der Pfarrei an den Markt Fürstenzell übergegangen. Diese verkaufte das Objekt 1973 mit Genehmigung der Behörden an einen Geschäftsmann, der das Langhaus abriss und an seine Stelle einen Neubau mit Geschäftsräumen und Arztpraxen errichten ließ. Seit Jahren bemühten sich der Markt Fürstenzell und der Förderverein FORUM CELLA PRINCIPUM e. V., die Reste der Portenkirche zu renovieren und mit neuem Leben zu erfüllen. Der Abschluss der Renovierungsarbeiten erfolgte 2008. Für die Arbeiten erhielt das Forum, vertreten durch Walter Berchtold, die im Jahre 2009 die Denkmalschutzmedaille.
Das Gebäude steht unter Denkmalschutz.